# Marco Valerio Lactucino Massimo
Marco Valerio Lactucino Massimo (fl. IV secolo a.C.) è stato un politico romano.

## Primo tribunato consolare
Nel 398 a.C. fu eletto tribuno consolare con Lucio Valerio Potito, Marco Furio Camillo, Lucio Furio Medullino, Quinto Servilio Fidenate Quinto Sulpicio Camerino Cornuto.
I romani continuarono nell'assedio di Veio e, sotto il comando di Valerio Potito e Furio Camillo, saccheggiarono Falerii e Capena, città alleate degli etruschi.
Durante l'anno si verificò anche l'inusuale innalzamento delle acque del lago Albano, e per interpretarne il significato furono inviati degli ambasciatori ad interrogare l'oracolo di Delfi, anche se un vecchio vate di Veio, si era lasciato scappare il seguente vaticinio:
(Tito Livio, "Ab Urbe Condita", V, 2, 15)

## Secondo tribunato consolare
Nel 395 a.C. fu eletto tribuno consolare con Publio Cornelio Scipione, Cesone Fabio Ambusto, Lucio Furio Medullino, Quinto Servilio Fidenate e Publio Cornelio Maluginense Cosso.
Ai due fratelli, Cornelio Maluginese e Cornelio Scipione, fu affidata la campagna contro i Falisci, che però non portò ad alcun risultato concreto, mentre a Valerio Lactuciono e Quinto Servilio toccò in sorte quella contro i Capenati, che alla fine furono costretti a chiedere la pace a Roma.
In città, dove infuriavano le polemiche legate alla suddivisione del bottino ricavato dalla caduta di Veio dell'anno prima, si accese un'altra polemica, originata dalla proposta del tribuno della plebe Veio Tito Sicinio di trasferire parte della popolazione romana a Veio, proposta a cui i Senatori si opposero strenuamente.